# Montcornet-en-Ardenne
Montcornet-en-Ardenne est une ancienne commune française, située dans le département des Ardennes en région Grand Est. Elle a existé de 1973 à 1989.

## Histoire
Par arrêté préfectoral du 30 août 1973, la commune de Montcornet-en-Ardenne est créée, le 1er septembre 1973, par la fusion des communes de Cliron et de Montcornet sous le statut d'une fusion-association. Cliron est le chef-lieu de la commune tandis que Montcornet est une commune associée.
Par arrêté préfectoral du 17 octobre 1988, la commune de Montcornet-en-Ardenne est dissoute et supprimée, le 1er janvier 1989. Les communes constituantes, Cliron et Montcornet, sont rétablies.

## Politique et administration
| Période                                  | Période | Identité | Étiquette | Qualité |
| ---------------------------------------- | ------- | -------- | --------- | ------- |
| Les données manquantes sont à compléter. |         |          |           |         |
|                                          |         |          |           |         |

## Démographie
| 1975 | 1982 |
| ---- | ---- |
| 403  | 482  |